# Utopia Banished
Utopia Banished è il quarto album in studio del gruppo musicale britannico Napalm Death, pubblicato il 23 giugno 1992 dalla Earache Records.
Si tratta del primo album con Danny Herrera alla batteria, che sostituì Mick Harris. Un'edizione limitata del disco include un mini CD bonus; la pubblicazione in vinile include un 7" contenente lo stesso materiale.

## Tracce
1. Discordance – 1:25
2. I Abstain – 3:30
3. Dementia Access – 2:27
4. Christening of the Blind – 3:21
5. The World Keeps Turning – 2:55
6. Idiosyncratic – 2:35
7. Aryanisms – 3:08
8. Cause and Effect (Pt. II) – 2:07
9. Judicial Slime – 2:36
10. Distorting the Medium – 1:58
11. Got Time to Kill – 2:28
12. Upward and Uninterested – 2:07
13. Exile – 2:00
14. Awake (to a Life of Misery) – 2:05
15. Contemptuous – 4:21

### Bonus 3" CD
1. One and the Same – 1:50
2. Sick and Tired – 1:26
3. Malignant Trait – 2:20
4. Killing with Kindness – 2:07

## Formazione
- Mark "Barney" Greenway – voce
- Shane Embury – basso
- Mitch Harris – chitarra
- Jesse Pintado – chitarra
- Danny Herrera – batteria